# 卡米諾高地 (加利福尼亞州)
卡米諾高地（英語：Camino Heights）是位於美國加利福尼亞州埃爾多拉多縣的一個非建制地區。該地的面積和人口皆未知。

## 地理
卡米諾高地的座標為38°43′58″N 120°42′44″W / 38.73278°N 120.71222°W，而該地的平均海拔高度為867米（即2844英尺）。